# Serrat de la Portella
La Serrat de la Portella és una serra situada al municipis de Josa i Tuixén a la comarca de l'Alt Urgell i el de Gósol a la comarca del Berguedà, amb una elevació màxima de 2.039 metres.